# Фэн Чжэ
Фэн Чжэ (кит. упр. 冯喆, пиньинь Féng Zhé, род. 19 ноября 1987) — китайский гимнаст, чемпион мира и олимпийский чемпион.
Фэн Чжэ родился в 1987 году в Чэнду провинции Сычуань. С 1991 года стал заниматься гимнастикой в любительской спортшколе в Чэнду. В 1999 году вошёл в сборную провинции Сычуань, в 2004 — в национальную сборную.
В 2009 году Фэн Чжэ стал серебряным призёром чемпионата мира. В 2010 он заработал две золотые медали чемпионата мира, а также две золотые и одну серебряную медали Азиатских игр. В 2011 году Фэн Чжэ опять получил золотую медаль чемпионата мира в командном финале, а в финале на параллельных брусьях не занял призовое место. На Олимпийских играх 2012 года Фэн Чжэ стал чемпионом в параллельных брусьях, а также получил золотую медаль в составе команды.
1. ↑  Olympedia (англ.) — 2006.